# ويليان ليرا
ويليان ليرا (9 ديسمبر 1993 بالتاميرا، بارا في البرازيل - ) هو لاعب كرة قدم برازيلي في مركز الهجوم في نادي حتا الإماراتي.

## روابط خارجية
- ويليان ليرا على موقع رابطة كرة القدم اليابانية للمحترفين (اليابانية)
- ويليان ليرا على موقع قاعدة بيانات كرة القدم.إي يو (الإنجليزية)
- ويليان ليرا على موقع Soccerway.com (الإنجليزية)
- ويليان ليرا على موقع عالم كرة القدم.نت (الإنجليزية)